# Andrej Belousov
Andrej Belousov, (ryska: Андре́й Белоу́сов), född 17 mars 1959 i Moskva, är en rysk ekonom och politiker som sedan maj 2024 är Rysslands försvarsminister.
Belousov har studerat ekonomi på Moskvauniversitetet och har tidigare varit minister för ekonomisk utveckling. Han var förste vice premiärminister i Michail Misjustins regering och ersatte tillfälligt Misjustin som premiärminister i april och maj 2020 när denne insjuknat i Covid-19.
Belousov har i många år ingått i  Vladimir Putins innersta krets  och har spelat en stor roll i Rysslands ekonomi under Rysslands invasion av Ukraina. Han  sanktionerades av EU i juli 2022.